# În plin soare
În plin soare (în franceză Plein Soleil) este un film din 1960 regizat de René Clément, bazat pe romanul Talentatul domn Ripley de Patricia Highsmith, cu Alain Delon jucând pentru prima oară într-o producție notabilă. Filmul conține și unele dialoguri în limba italiană.
Romanul ce a stat la baza filmului a mai fost ecranizat și în 1999, sub titlul original, fiind regizat de Anthony Minghella și avându-i pe Matt Damon și Jude Law în rolurile principale.

## Rezumat
Pentru a-l readuce în America pe fiul său, Philipe, care ducea o existență strălucitoare și inutilă în compania iubitei sale, Marge, un american miliardar trimite în Italia un tânăr ca să-l convingă să se întoarcă acasă. Umilit de Philipe, acesta înțelege că nu va reuși niciodată să-l aducă pe băiat înapoi, pierzând recompensa de 5.000 de dolari, făgăduită de tată. Și atunci, se decide să recurgă la metode radicale.

## Distribuție
- Alain Delon : Tom Ripley/Philippe Greenleaf
- Marie Laforêt : Marge Duval
- Maurice Ronet : Philippe Greenleaf
- Erno Crisa- Riccordi
- Elvire Popesco- D-na Popova
- Frank Latimore- O'Brien
- Billy Kearns- Freddy Miles
- Viviane Chantel- D-na din Belgia
- Ave Ninchi- D-na Gianna
- Nerio Bernardi- Directorul agenției
- Barbel Fanger- Balerina
- Lily Romanelli-  Menajera
- Nicolas Petrov- Boris
- Paul Müller- Omul orb (nemenționat)
- Romy Schneider- Prietena lui Freddy (nemenționat)
- Jean Guels- Coregraf